# Нимис
Нѝмис (на италиански и на фриулски: Nimis; на словенски: Neme Неме) е малко градче и община в Северна Италия, провинция Удине, автономен регион Фриули-Венеция Джулия. Разположено е на 207 m надморска височина. Населението на общината е 2789 души (към 2010 г.).
В някои села в общинската територия се говори и словенският език, заедно с италианския.